# 成都太平寺机场

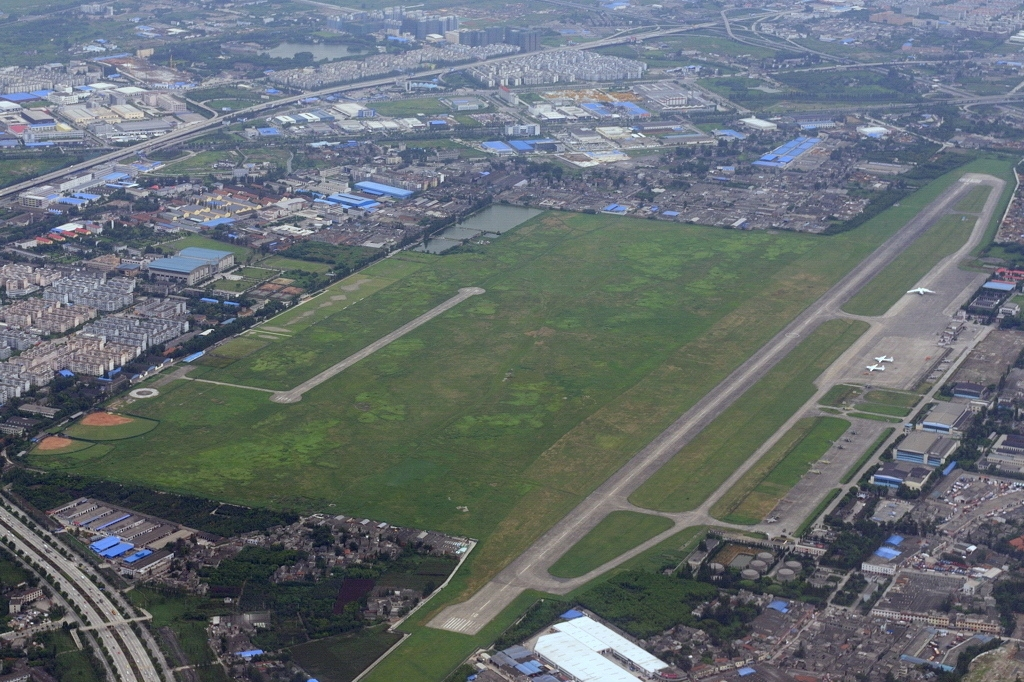
2009年的太平寺机场

成都太平寺机场位于四川省成都市城南8公里处，修建于1944年，和温江机场、双桂寺机场（今双流国际机场），同为抗日战争中的飛虎隊機場。机场跑道为南北走向（00/18），有一条2580米乘45米的主跑道，东面还有一条独立的690米乘20米的小型跑道（可以讓安-2起降）。
在2008年四川地区发生8级大地震及2010年玉树地震的救援中，凤凰山机场和太平寺机场为抗震救灾作出巨大贡献。
由于城市更新，成都附近无法容纳4座机场（成都的房屋被限制在70米以保证净空），与凤凰山机场一道被列入搬迁讨论的范围中，但尚未有明确搬迁日期。

## 历史
太平寺机场建于1939年，在抗日战争发挥时期的四川防空重要作用。
太平寺空军基地历史相关事件：
当1月22日1942年，身为空军第二大队十一中队少校队长的邵瑞麟率队驻扎于成都太平寺机场；上级命令，中国空军一大队15架驱逐机、二大队27架轰炸机、美国空军志愿队15架驱逐机奉命出击，袭击日军飞机驻扎的越南河内市的嘉林机场，邵瑞麟出任副指挥 。中午12时，我机群飞抵河内嘉林机场上空，只见日机排列成行，毫无准备。邵瑞麟抓住战机，立即下达攻击命令。驱逐机俯冲扫射，轰炸机低空投弹，共倾泻炸弹20余吨，数十架敌机遭到毁灭性打击。可是，邵瑞麟的1982号SB-2轰炸机被敌方猛烈的反防空火力击中， 三名机组人员殉职。